# Vila Bancária
Vila Bancária é um bairro da cidade de São Paulo, localizado na Zona Sudeste da cidade, área situada a leste do rio Tamanduateí, pertencente ao distrito de Sapopemba, distando cerca de 15 km da capital do estado, no 26º subdistrito de Vila Prudente, subordinado ao 6º cartório de registro de imóveis de São Paulo e administrado pela subprefeitura da Vila Prudente.
Ocupa uma área de aproximadamente 127,309 m² em perímetro urbano. Várias ruas ligam o bairro de Vila Bancária a diversos outros bairros da região, bem como permite o acesso a diversas rodovias e cidades paulistas, tais como a Marginal Tietê, Rodovia Anhanguera e a Rodovia Castelo Branco, havendo ainda disponibilidade de transporte público para acesso á ferrovias e aeroportos.
Algumas de suas principais vias são a Rua General Porfírio da Paz e Avenida da Barreira Grande. Na primeira estão concentradas várias indústrias.
O Bairro é um dos que mais têm crescido entre os bairros vizinhos em números de comércio. O comércio local é diversificado contando com farmácias, supermercados, lojas de variedades, escritórios contábeis etc. O bairro conta ainda com diversos estabelecimentos de ensino e de saúde, além de uma associação comunitária que têm como objetivo organizar e centralizar forças para representar, de maneira mais eficaz, interesses comuns.

## História - Primórdios
Período pré-colonial
A região leste da cidade de São Paulo era povoada exclusivamente pelos índios, por tribos indígenas, como o aldeamento dos índios guaru, da tribo dos guaianases, que integravam a nação tupi, a Guaianaz que formou a Aldeia Ururai em 1580, que se dispersavam por algumas aldeias tais como o extinto aldeamento de São Miguel Paulista e Guarulhos, onde cultivavam pequenas plantações, vivendo ainda da caça, da pesca, da coleta de mel e frutas nativas. Porém com o passar do tempo essas terras passaram a ser dominadas pelas fazendas de forasteiros. O apossamento dessas terras não foi pacífico, e aos poucos elas foram, e ainda até hoje continuam sendo legitimadas e consolidadas por meio de diversas ações judiciais, inclusive de heranças.
O local era chamado de "Monte Rosso", devido à terra vermelha que havia na região, que era considerada própria para a agricultura e fabricação de telhas e tijolos. A região recebia muitos forasteiros, que saíam de várias partes do Brasil e do mundo, em busca de terras para a exploração. Muitos também vieram em decorrência do Café, trazendo sementes, e que aos poucos se transformavam em grandes cafezais. Várias fazendas se formaram, mas os verdadeiros responsáveis pelo povoamento da região foram os portugueses, que transformaram as grandes extensões de terras férteis, em chácaras, sítios e fazendas.

### Período colonial

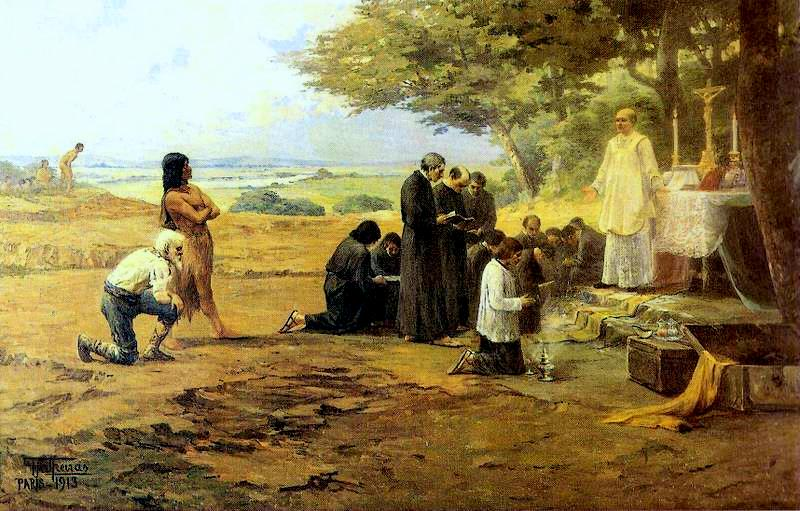
Fundação de São Paulo, quadro de 1913 de Antônio Parreiras.

A povoação de São Paulo de Piratininga surgiu em 25 de janeiro de 1554 com a construção de um colégio jesuíta por doze padres, entre eles Manuel da Nóbrega e José de Anchieta, no alto de uma colina escarpada, entre os rios Anhangabaú e Tamanduateí. Tal colégio, que funcionava num barracão feito de taipa de pilão, tinha, por finalidade, a catequese dos índios que viviam na região do Planalto de Piratininga, separados do litoral pela Serra do Mar, chamada pelos índios de "Serra de Paranapiacaba".
O nome São Paulo foi escolhido porque o dia da fundação do colégio foi 25 de janeiro, mesmo dia no qual a Igreja Católica celebra a conversão do apóstolo Paulo de Tarso, conforme disse o padre José de Anchieta em carta à Companhia de Jesus:
| “ | A 25 de Janeiro do Ano do Senhor de 1554 celebramos, em paupérrima e estreitíssima casinha, a primeira missa, no dia da conversão do Apóstolo São Paulo e, por isso, a ele dedicamos nossa casa! | ” |

O povoamento da região do Pátio do Colégio teve início em 1560, quando, na visita de Mem de Sá, governador-geral do Brasil, à Capitania de São Vicente, este ordenou a transferência da população da Vila de Santo André da Borda do Campo, que fora criada por Tomé de Sousa em 1553, para os arredores do colégio, denominado "Colégio de São Paulo de Piratininga", local alto e mais adequado (uma colina escarpada vizinha a uma grande várzea, a Várzea do Carmo, por um lado e, pelo outro lado, por outra baixada, o Vale do Anhangabaú), para melhor se proteger dos ataques dos índios. Desta forma, em 1560, a Vila de Santo André da Borda do Campo foi transferida para a região do Pátio do Colégio de São Paulo e passou a se denominar Vila de São Paulo, pertencente à Capitania de São Vicente.

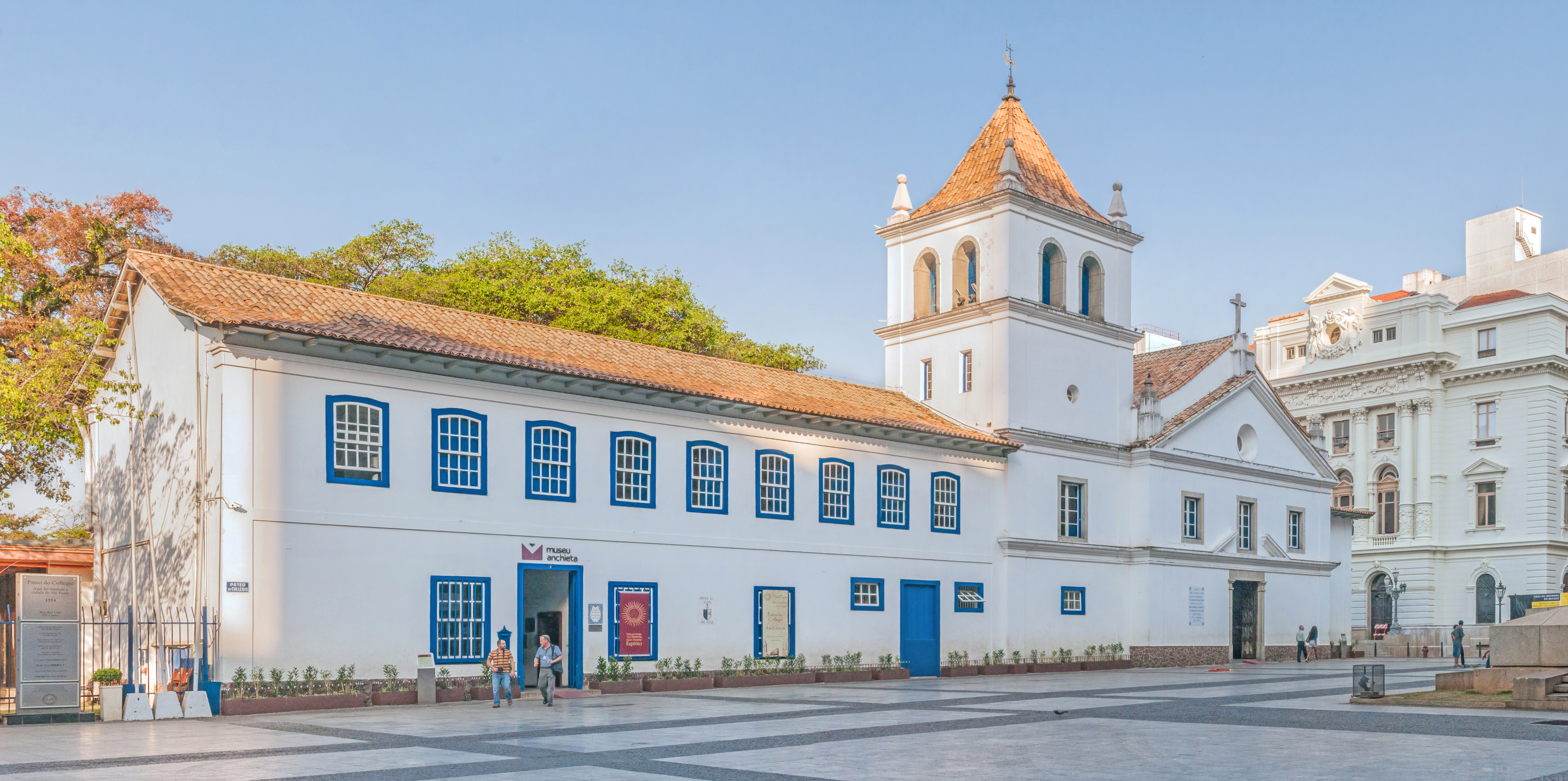
Pátio do Colégio, no Centro Histórico de São Paulo. Neste local, foi fundada a cidade, em 1554. O prédio atual é uma reconstrução feita na segunda metade do século XX, tendo, como modelos, o colégio e igreja jesuítas que foram erigidos no local em 1653.

São Paulo permaneceu, durante os dois séculos seguintes, como uma vila pobre e isolada do centro de gravidade da colônia, o litoral e se mantinha por meio de lavouras de subsistência. São Paulo foi, por muito tempo, a única vila no interior do Brasil. Esse isolamento de São Paulo se dava principalmente porque era dificílimo subir a Serra do Mar a pé da Vila de Santos ou da Vila de São Vicente para o Planalto de Piratininga. Subida esta que era feita pelo Caminho do Padre José de Anchieta. Mem de Sá, quando de sua visita à Capitania de São Vicente, proibira o uso do "Caminho do Piraiquê" (hoje Piaçaguera), por serem, nele, frequentes os ataques dos índios.

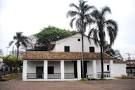
Capela de São Miguel Arcanjo

Os colonizadores portugueses que buscavam rumos para o leste da capital sofriam de constantes e violentos ataques indígenas pelo caminho por terra. Então os rios Tietê, Tamanduateí, Aricanduva e seus afluentes, tiveram um importante papel nas bandeiras. Estas utilizavam as vias fluviais para garantir segurança e maior rapidez. Pouco a pouco as localidades banhadas por esses rios, foram povoadas, exemplo de: Mooca, Tatuapé e São Miguel Paulista. Na última, o primeiro núcleo populacional da zona leste da cidade, houve a fundação da primeira igreja por meio dos jesuítas, a chamada Capela dos Índios, uma igreja construída no século XVI, no ano de 1622, para o aldeamento de indígenas da região, sendo estabelecida a Capela de São Miguel Arcanjo.

## O surgimento do bairro de Vila Bancária
O bairro de Vila Bancária originou-se por volta de 1920, a partir da criação e implantação de um loteamento que contava com mais de 900 lotes, conforme transcrição nº 3.604 do 3º CRI, cujos primeiros lotes vendidos foram registrados nesse mesmo CRI. Pela descrição do título originário do bairro de vila Bancária, com origens nas Transcrições n°23.612, e n°23.791, ambas do 3º RGI da Capital/SP, até 16 de setembro de 1934 o bairro de Vila Bancária pertencia ao bairro de São Mateus, que pertencia ao então Distrito de São José do Belém ou "Belenzinho", subordinado ao 3º e, posteriormente, ao 7º cartório de registro de imóveis de São Paulo, localizado na região sudeste da cidade de São Paulo, entre os bairros de São Mateus e Sapopemba, numa antiga gleba de terras também conhecida como Fazenda Sapopemba, também chamado por muitos como antigo Sítio Grande ou Itaquaracenduba, hoje localizado entre as avenidas Sapopemba e Barreira Grande, atualmente no distrito de Sapopemba.
Pelos documentos consultados, para a construção do bairro de Vila Bancária, foram transmitidos por Carlos A. Ferreira Penna Júnior à Church & Kenyon (que teve outros nomes) duas glebas de terras com cerca de 15 alqueires, ou 360.000m2, empresa que mais tarde passou a propriedade para a Companhia Imobiliária de Terrenos S. A., transcritas sob nº 3.604 e 7.477 – do 3º CRI, que continuou vendendo e administrando o parcelamento. Em 23 de julho de 1936, o título foi registrado no 7º CRI sob a transcrição n° 11.836, e a partir daí surgindo à problemática.
Atualmente a titularidade dominial do bairro de Vila Bancária pertence a João Abukater, cujo título de aquisição foi registrado no 7º CRI, sob a transcrição n° 18.718, em data de 16 de março de 1939. Segundo consta ainda dos documentos consultados, é que João Abukater e Nami Abu Gannam adquiriram por COMPRA feita a SOCIEDADE POPULAR LIMITADA, o remanescente de duas áreas anexas de terras, á época calculados em aproximadamente 120.231m², porém com as mesmas características de um todo que guardava, inclusive, com os mesmos dados do que fora adquirido por sua antecessora, a Empresa "PINTO DA FONSECA".
Além desse remanescente realmente adquirido, com área liquida e certa, aos compradores João Abukater e Nami Abu Gannam, foram atribuídos direitos e obrigações relativas a terrenos prometidos á venda a terceiros, pela SOCIEDADE POPULAR LIMITADA, num total de 213.336m², promessas essas que, no entanto, não estavam registradas perante o Registro Imobiliário, fugindo, portanto, a competência da Lei Federal n° 58 de dezembro de 1.937, ficando, porém, os compradores João Abukater e Nami Abu Gannam, com direito aos lotes cujos compromissos se viessem a rescindir por parte dos compromissários compradores.
Desde então, até 16 de setembro de 1934 (criação de Vila Prudente) a competência dos registros de terras do subdistrito da Vila Prudente subordinou-se a vários cartórios da capital, cujos imóveis passaram por um verdadeiro festival de registros, que muito dificultou a compreensão das suas origens, um facilitador ao surgimento dos problemas de sobreposição existentes na região, por conta do passa-passa de registros de um cartório para outro, cuja atualização nem sempre foi seguida pelos proprietários, como acontece até hoje com parte dos lotes já ocupados no bairro de Vila Bancária.
Para entender melhor essa questão, veja a relação dos cartórios de registro de imóveis vinculados ao subdistrito da Vila Prudente:

### Relação dos cartórios de Registro de Imóveis vinculados ao subdistrito da Vila Prudente
- 01º, 03º e 7º CRI: até 16 de setembro de 1934 (por pertencer ao subdistrito do Belenzinho);
- 06º CRI: de 17 de setembro de 1934 a 14 de maio de 1939 (após ser criado o subdistrito de Vila Prudente);
- 09º CRI: de 15 de maio de 1939 a 20 de novembro de 1942;
- 11º CRI: de 21 de novembro de 1942 a 31 de dezembro de 1971;
- 06º CRI: de 1 de janeiro de 1972 até nossos dias.

É bom que se diga desde logo também, que até 16 de setembro de 1934 o bairro de Vila Bancária pertencia ao bairro de São Mateus, que pertencia ao subdistrito de São José do Belém ou Belenzinho, subordinado ao 3º cartório de registro de imóveis de São Paulo.

## A problemática fundiária e a sobreposição de títulos sobre as origens
Atualmente, o bairro de Vila Bancária acha-se localizado entre as Avenidas Sapopemba e Barreira Grande, no distrito de Sapopemba, e reduzido proporcionalmente com grandes percas em suas características originais como um todo que guardava sua história, inclusive, pelos dados do que fora adquirido por seus antecessores. Os dados obtidos em vários documentos oficiais indicam que as vendas dos lotes deram-se de forma rápida, se comparadas à sua ocupação, que se deu de forma muito lenta, pois, até o início da década de 1980 poucas casas haviam sido construídas no local.
A descrição do título originário do bairro de Vila Bancária, conforme a transcrição nº 3.604 do 3º CRI da Capital/SP, diz que o imóvel iniciava-se na Estrada da Porteira Grande (atual Av. da Barreira Grande) para depois seguir pelo ribeirão Anhumas (ou Inhumas) ou Rio das Pedras (certidão das transcrições nº 11.836, 11.993 e 11.835 – informações expedidas nessa ordem – do 7º CRI), em cuja descrição desta última transcrição são mencionadas as divisas com a Estrada da Porteira Grande, rio Quilombo e Estrada Rio das Pedras (a atual Av. Rio das Pedras está distante do local, abaixo da Av. Barreira Grande).
A primeira gleba de terras do bairro de Vila Bancária iniciava-se na porteira de entrada do "Sítio Grande", (certidão das transcrições nº 752 do 9º RGI, e nº 18.718 do 7º CRI – informações expedidas nessa ordem), em cuja descrição desta última transcrição são mencionadas as divisas com a Estrada da Porteira Grande e rio Uberaba (a Estrada da Porteira Grande é a atual Av. da Barreira Grande, e próximo do local, ao lado da Av. Barreira Grande e acima da Av. Inconfidência Mineira).
Já a segunda gleba de terras, anexa à primeira, iniciava-se no Rio Uberaba, seguia subindo por uma cerca até encontrar com a estrada da Porteira Grande, sendo, portanto, uma área maior que a primeira. (Acredita-se seja o Jardim Dona Sinhá e Jardim Nova Brasília (a leste).
Vale destacar ainda, que até 1948 o bairro de São Mateus, concentrava-se, sobretudo, seu comércio, em uma das principais economias da região, onde se estabelecia uma Fazenda, ocupando-se com plantio e beneficiamento de produtos. Segundo alguns relatos, no século XIX, mais precisamente no ano de 1842, existia uma fazenda de propriedade de João Francisco Rocha. Posteriormente, a fazenda foi adquirida por Antonio Cardoso de Siqueira, que optou por dividi-la em glebas. Já no século XX, no ano de 1946, a família Bei adquiriu uma gleba de 50 alqueires de terras, loteando-a a partir de 1948, pelo empresário ítalo-brasileiro do ramo imobiliário de nome Matteo Bei, considerado um dos grandes loteadores da zona leste de São Paulo, surgindo dessa iniciativa o bairro de São Mateus.

## Jardim Dona Sinhá  - história
Jardim Dona Sinhá é um pequeno bairro de favela, situado na Zona Sudeste da cidade de São Paulo, área situada a leste do bairro de Vila Bancária, pertencente ao distrito de Sapopemba. Até o ano de 2000, quando a Prefeitura de São Paulo renomeou o bairro para Parque Bancário, este era chamado de Jardim Dona Sinhá e, até hoje, é ainda assim conhecido.
O Jardim Dona Sinhá surge muitos anos depois das primeiras vendas de lotes de terreno em Vila Bancária, já nos anos de 1960, mas dentro do mesmo "Sítio Grande" ou "Itaquaracenduba", cuja origem dominial é a mesma, como nos levam a crer os documentos analisados.
A área do Jardim Dona Sinhá originou-se em 22 de julho de 1904, mediante a aquisição de Antonio Sorrentino e Alfonso Scopati, cujo título foi transcrito sob nº 30.455, no 1º CRI. Na divisão ocorrida entre os dois condôminos, a parte maior, com 414.651m2, pertencente a Antonio Sorrentino, foi transmitida a empresa Jardim Dona Sinhá Sociedade Civil em 13 de janeiro de 1965, e levada a registro no 11º CRI sob nº 132.360. Essa empresa pertencia aos herdeiros de Antonio Sorrentino e sua mulher, cuja gleba sobrepõe-se quase totalmente ao da Vila Bancária. Este parcelamento foi aprovado pela prefeitura, mas o alvará anulado por possuir título de propriedade que se sobrepõe ao título da Vila Bancária.

### Nota
Acredita-se, que pelo fato de o bairro de Vila Bancária ter pertencido ao bairro de São Mateus até 16 de setembro de 1934, por estarem subordinado ao 3º RGI da Capital/SP, e estas glebas de terras estarem anexas e, ainda, não terem sido levadas ao registro imobiliário competente, estas sejam parte integrante das glebas de terras anexas da antiga fazenda localizada no bairro de São Mateus, e de propriedade de Antonio Cardoso de Siqueira. E, isto porque, as informações expedidas nessa ordem – do 7º CRI), em cuja descrição da transcrição são mencionadas as divisas com a Estrada da Porteira Grande, rio Quilombo e ribeirão Anhumas (ou Inhumas) denominada "Estrada Rio das Pedras" e, como o indicado, a atual Av. Rio das Pedras está distante do local, abaixo da Av. Barreira Grande e o ribeirão Anhumas (ou Inhumas) está próximo ao Jardim Nova Brasilia.
É bom lembrar ainda, antes de tudo, que em meados da década de 1980, a Prefeitura do Município de São Paulo numerou as diversas casas existentes e nomeou algumas ruas do bairro. Nessa época, o bairro de Vila Bancária também era conhecido e chamado de Vila Rica (Atualmente o bairro de Vila Rica acha-se localizado entre-meio á Av. da Barreira Grande e acima da Av. Rio das Pedras, na Av. Inconfidência Mineira).
De todo modo, as duas glebas de terras com cerca de 15 alqueires, ou 360.000m2, pertencentes ao bairro de Vila Bancária já não existem mais. E, isto porque, ainda, na década de 1930, foram criadas grandes empresas imobiliárias para atuar na região, com isso criou-se novas divisas e limites territoriais. Mesmo assim, há registros de lotes ou de glebas do Sítio Grande efetuados no final de 1934 e em 1936 no 7º CRI, quando o subdistrito de Vila Prudente estava inserido, pela legislação então vigente, na competência do 6º CRI.
O fato é que os posseiros ou proprietários de terras, e até mesmo as empresas imobiliárias da época, loteavam grandes áreas de terras apenas na planta e mais tarde passavam a propriedade do imóvel para as Companhias Imobiliárias e até mesmo outros posseiros. Assim, estas mesmas áreas eram novamente transcritas em outras circunscrições e acabavam recebendo novas matrículas. Assim, abria-se a possibilidade ampliarem as medidas dessas terras e de continuarem vendendo e administrando novos parcelamentos, inclusive sobre a mesma área já loteada anteriormente, como é o caso do bairro denominado Jardim Dona Sinhá, e que se sobrepõe ao título originário de Vila bancária.

## Resumo
Como o indicado nas certidões dos cartórios de imóveis consultados, o bairro de Vila Bancária fazia parte do antigo Sítio Grande, que possuía cerca de 30 alqueires de terras. Foram transmitidos por Carlos A. Ferreira Penna Júnior à Church & Kenyon (que teve outros nomes) duas glebas de terras com cerca de 15 alqueires, ou 360.000m2, empresa que mais tarde passou a propriedade para a Companhia Imobiliária de Terrenos S. A., transcritas sob nº 3.604 e 7.477 – do 3º CRI, que continuou vendendo e administrando o parcelamento. Em 23 de julho de 1936, o título foi registrado no 7º CRI sob a transcrição n° 11.836. A titularidade dominial atual do bairro de Vila Bancária pertence á João Abukater, cujo título de aquisição foi registrado no 7º CRI, sob a transcrição n° 18.718, em data de 16 de março de 1939.
Como o indicado acima, na década de 1930 foram criadas grandes empresas imobiliárias para atuar na região. Mesmo assim, há registros de lotes ou de glebas do Sítio Grande efetuados no final de 1934 e em 1936 no 7º CRI, quando o subdistrito de Vila Prudente estava inserido, pela legislação então vigente, na competência do 6º CRI.
É preciso dizer, ainda, que até a entrada em vigor do Decreto Lei nº 58, de 1937, não havia legislação federal regulando esses empreendimentos, não havendo necessidade, portanto, de aprovação dos loteamentos e sua inscrição nos cartórios de imóveis. A projeção de grandes empreendimentos imobiliários localizados na periferia de São Paulo foi muito comum entre 1.920 e 1.950, cujos lotes eram vendidos na planta, mas o loteamento não era implantado, como é o caso da Vila Lourdes (Guaianases), Fazenda Itaim (Itaim Paulista, Guaianases e Ferraz de Vasconcelos), Vila Progresso (Itaquera), Jardim Norma ou Cristianópolis (Itaquera), Jardim das Camélias (São Miguel Paulista), hoje plenamente ocupados apesar de possuidores de grandes problemas fundiários.
Para agravar a situação, o bairro de Vila Bancária começou a ser vendido bem antes do surgimento dessa lei, sem que houvesse a necessidade da sua aprovação e inscrição no cartório competente. A sua inscrição passou a ser obrigatória a partir da publicação do Decreto-lei 58/1937, o que para este caso ocorreu, em novembro de 1.938, com a inscrição nº 112, do 6º CRI, mas sem a aprovação da municipalidade, por conta de ser loteamento “em curso de venda”. Juntamente com a planta, a loteadora apresentou os contratos dos lotes vendidos após o advento dessa lei. No entanto, deixou de cumprir o § do artigo 1º, das disposições transitórias, que exigia a apresentação ao C.R.I. dos contratos anteriores à nova lei, fato que veio agravar a já tão frágil história fundiária do local, por dar a entender que parte do parcelamento encontrava-se livre de transação e aberto a novas possibilidades de venda. Saliente-se, nesse tópico, que as ruas da região de Vila Bancária, em sua maioria, foram abertas pelos próprios moradores, por conta, ainda, da pressão popular que surgiu em 1967 (ocupação da comunidade do Jardim Dona Sinhá), diante dos inúmeros processos administrativos que impediam o loteamento da área, cujas decisões obrigavam os desinformados adquirentes de lotes a abandonarem suas casas ou a negociarem nova compra do lote. Portanto, um grave problema social havia sido identificado, cujos sintomas ainda se fazem sentir até hoje!
Por conta da sobreposição existente no bairro de Vila Bancária, compreendido pelo quadrilátero formado pelos bairros vizinhos de Vila Júlio, Jardim Adutora, Jardim Iva e Jardim Dona Sinhá, (onde também está localizado parte dos lotes pertencentes ao Sítio Grande), várias ações possessórias foram e ainda estão sendo intentadas com o objetivo de adquirir a titularidade dominial dos imóveis localizados nesta área. É o caso dos moradores da Rua do Cambio 175, em Vila Bancária, que receberam o imóvel em meados de 1944, em forma de doação e também pagamento pelos serviços rurais prestados a um antigo possuidor de terras das mais antigas sesmarias na região, e que até hoje tramita, desde 2011, uma ação de USUCAPIÃO proposta contra o loteador João Abukater e outros interessados.
No começo de 2011, os moradores tiveram uma amarga e surpreendente notícia, a de que deveriam desocupar seu lote a pedido de um suposto herdeiro e sucessor que possuía um título de aquisição, evidentemente falsificado, dando conta de que o antigo possuidor do imóvel era um senhor chamado "Pedro Bassetti", que teria adquirido o imóvel em meados de 1976, enquanto que a família dos verdeiros possuidores já habitavam o local. A surpresa foi muito grande porque ninguém tinha conhecimento de processo de compra e venda do imóvel, realizado por parte dos familiares, os antigos possuidores. Foi tanto alvoroço que os moradores do local tiveram que abrir uma ação de Interdito Proibitório por Esbulho, Turbação e Ameaça, tendo em vistas que o imóvel foi adquirido em 1944 e, de lá para cá, o imóvel veio sendo retransmitido entre os próprios familiares, contudo, sem regularizar a propriedade da área do imóvel.
Na verdade, é um festival de títulos forjados ou falsificados, que foram e ainda estão sendo propostos por especuladores de terras, no sentido de obter direitos reais e pessoais sobre vários imóveis desta região. Diante do fato consumado, não restou alternativa aos moradores a não ser defenderem seus direitos mediante a entrada de uma ação judicial de Interdito Proibitório por Esbulho, Turbação e Ameaça, contra os herdeiros do suposto possuidor "Pedro Bassetti", pois os familiares dos atuais ocupantes, os mais antigos possuidores do imóvel, adquiriram o lote de boa-fé, cercaram, cuidaram e nunca, isto é, jamais transferiram seus direitos á terceiros. Depois de tanto intentarem frágeis ações de permissões de uso e, ainda, de contestarem a ação de usucapião dos verdadeiros moradores ocupante do imóvel, e, ainda, verem todas essas contestações rejeitadas pelo Judiciário, a família do suposto possuidor "Pedro Bassetti", ainda sim teria arrolado o bem imóvel em um processo de Inventário, alegando que o imóvel havia sido adquirido pelo possuidor "Pedro Bassetti", por contrato verbal, e de forma irregular, e que a família iria regularizar o imóvel através de ação própria, enquanto que os verdeiros possuidores e moradores há anos do local, já haviam ajuizado ação de usucapião anteriormente, visando obter a declaração de domínio sobre a área do imóvel.

### Processos judiciais
- Autos do processo nº 726/93 - retificação de registro e sustação de registro - 1ª Vara de Registros Públicos de São Paulo.
- Autos do processo nº 94-03.102620-0 – embargos à execução de ação possessória - Tribunal Federal Regional.

## Localização do bairro - Zona Sudeste de São Paulo
A região sudeste de São Paulo é uma região administrativa estabelecida pela prefeitura de São Paulo englobando as subprefeituras da Mooca, de Aricanduva, de Vila Prudente e do Ipiranga. Forma com as zona leste 1 e zona leste 2 a macro-zona conhecida simplesmente como "zona leste", à exceção da subprefeitura do Ipiranga.
A região é a mais desenvolvida da zona leste da cidade, contando com um alto grau de verticalização em determinados pontos dos distritos do Tatuapé, Água Rasa, Ipiranga, Mooca, Vila Formosa e Vila Prudente. Suas principais vias são as avenidas Salim Farah Maluf, que faz a ligação da Vila Prudente com a Marginal Tietê no Tatuapé, Luís Inácio de Anhaia Melo, que liga os distritos da Vila Prudente, São Lucas e Sapopemba, Vereador Abel Ferreira, liga os distritos da Água Rasa e Vila Formosa, avenida Sapopemba, a segunda maior maior avenida do Brasil, que tem início na Água Rasa e término no município de Ribeirão Pires, avenida Aricanduva, liga a região sudeste à zona leste 1, Radial Leste, faz a ligação da zona leste e do centro, e a avenida do Estado, liga a Marginal Tietê ao município vizinho de Santo André, passando pelo centro, Ipiranga, Vila Prudente, São Caetano do Sul e chegando à Santo André.

### Limite territorial
A Vila Bancária, propriamente dita, é delimitada pelo perímetro dos seguintes logradouros (sentido horário):
- Rua General Porfírio da Paz;
- Avenida da Barreira Grande;
- Comunidade Sinhá.

### Bairros limítrofes
- Jardim Grimaldi (ao sul);
- Jardim Iva (a nordeste);
- Vila Barreira Grande (a norte);
- Jardim Dona Sinhá e Jardim Nova Brasília (a leste).

Principais ruas e avenidas Próximas:
- Avenida Sapopemba
- Avenida Vila Ema
- Avenida Professor Luis Inácio Anhaia Melo
- Avenida da Barreira Grande
- Avenida Inconfidência Mineira

Distritos limítrofes:
- São Mateus - Leste
- Vila Formosa - Norte e Noroeste

Cidades vizinhas próximas:
- São Caetano do Sul - Sul
- Santo André - sul

### Subprefeitura da Vila Prudente
Compreende a região formada pelos distritos da Vila Prudente, Sapopemba e Parque São Lucas.